# Benjamin Hennequin
Benjamin Hennequin (ur. 24 sierpnia 1984 w Bordeaux) – francuski sztangista, wicemistrz świata i trzykrotny medalista mistrzostw Europy.

## Kariera
Pierwszy sukces w karierze osiągnął w 2011 roku, kiedy na mistrzostwach Europy w Kazaniu zdobył brązowy medal w wadze lekkociężkiej (do 85 kg). W zawodach tych wyprzedzili go jedynie dwaj Rosjanie: Aleksiej Jufkin i Apti Auchadow. W tym samym roku zajął także drugie miejsce na mistrzostwach świata w Paryżu. Rozdzielił tam na podium Kianousha Rostamiego z Iranu oraz Polaka Adriana Zielińskiego. Następnie był trzeci na mistrzostwach Europy w Tel Awiwie, plasując się za Bułgarem Iwanem Markowem i Rosjaninem Adamem Maligowem. Wywalczył też złoty medal podczas mistrzostw Europy w Tbilisi w 2015 roku.
W 2008 roku wystartował na igrzyskach olimpijskich w Pekinie, zajmując szóste miejsce w wadze lekkociężkiej. Na rozgrywanych cztery lata później igrzyskach w Londynie spalił wszystkie próby w rwaniu i nie był ostatecznie klasyfikowany. Wystąpił także na igrzyskach olimpijskich w Rio de Janeiro w 2016 roku, gdzie w tej samej kategorii zajął dziesiątą pozycję.

## Wyniki
| Rok  | Zawody               | Miasto             | Miejsce | Kategoria | Wynik  |
| ---- | -------------------- | ------------------ | ------- | --------- | ------ |
| 2006 | Mistrzostwa Europy   | Władysławowo       | 5       | do 85 kg  | 352 kg |
| 2007 | Mistrzostwa Europy   | Strasburg          | 4       | do 85 kg  | 361 kg |
| 2008 | Mistrzostwa Europy   | Lignano Sabbiadoro | 4       | do 85 kg  | 360 kg |
| 2008 | Igrzyska olimpijskie | Pekin              | 6       | do 85 kg  | 367 kg |
| 2009 | Mistrzostwa Europy   | Bukareszt          | 4       | do 85 kg  | 366 kg |
| 2010 | Mistrzostwa świata   | Antalya            | 8       | do 85 kg  | 365 kg |
| 2011 | Mistrzostwa Europy   | Kazań              | 3       | do 85 kg  | 373 kg |
| 2011 | Mistrzostwa świata   | Paryż              | 2       | do 85 kg  | 378 kg |
| 2014 | Mistrzostwa Europy   | Tel Awiw           | 3       | do 85 kg  | 367 kg |
| 2015 | Mistrzostwa Europy   | Tbilisi            | 1       | do 85 kg  | 367 kg |